# Autorità indipendente di ricorso in materia radiotelevisiva
L'Autorità indipendente di ricorso in materia radiotelevisiva AIRR; (tedesco:. Unabhängige Beschwerdeinstanz für Radio und Fernsehen UBI; francese Autorité indépendante d’examen des plaintes en matière de radio-télévision AIEP; retoromancio Autoritad da recurs independenta davart radio e televisiun AIRR; inglese Independent Complaints Authority for Radio and Television ICA) è un'autorità della Confederazione Svizzera organizzata in maniera analoga a un tribunale. Sul piano amministrativo è integrata nella Segreteria generale del Dipartimento federale dell'ambiente, dei trasporti, dell'energia e delle comunicazioni DATEC e fa parte delle Autorità di regolazione delle infrastrutture.
L'AIRR è stata istituita nel 1984, adempiendo la volontà del Parlamento di demandare la vigilanza sui contenuti dei programmi radiotelevisi a un'autorità indipendente. L'AIRR non può intervenire d'ufficio, ma soltanto a seguito di ricorsi.
L'attività dell'AIRR è regolamentata dalla Costituzione federale (art. 93 cpv. 5), dalla legge sulla radiotelevisione (LRTV; art. 4-6 e 82-99), dall'ordinanza sulla radiotelevisione (ORTV; art. 75-77) e dal regolamento AIRR.

## Compiti
L'AIRR tratta i ricorsi contro le trasmissioni redazionali di programmi radiotelevisivi nazionali, regionali e locali nonché contenuti online della Società svizzera di radiotelevisione (SSR). Accerta se i contenuti contestati violano il diritto nazionale e internazionale in materia, ad esempio il principio della corretta presentazione di fatti e avvenimenti, il rispetto della dignità umana e la protezione dei giovani. 
Inoltre l'AIRR designa gli organi di mediazione delle emittenti radiotelevisive private, esercita la vigilanza sugli stessi e redige ogni anno un rapporto d'attività all'attenzione del Consiglio federale. 

## Procedura
Si può interporre ricorso all'AIRR soltanto dopo aver presentato un reclamo all'organo di mediazione. Gli otto organi di mediazione delle emittenti radiotelevise esaminano la questione e mediano tra le parti. Tramite un rapporto informano sui risultati delle proprie indagini. Al termine della procedura di reclamo dinanzi all'organo di mediazione si può interporre ricorso all'AIRR. Sono legittimati a ricorrere coloro i quali sono menzionati in un contenuto o a cui si fa riferimento in altro modo. Chi non ha uno stretto legame con il contenuto contestato deve avere il sostegno di almeno 20 persone (ricorso popolare). Una volta conclusa la procedura d'istruzione l'AIRR decide in merito al ricorso nell'ambito di una deliberazione pubblica. La decisione dell'Autorità di ricorso può essere impugnata mediante ricorso di diritto pubblico dinanzi al Tribunale federale. 

## Misure in caso di violazione del diritto[4]
Se accerta una violazione del diritto, l'AIRR svolge una procedura secondo l'articolo 89 LRTV. L'emittente interessata è tenuta a comunicare le misure adottate per porre rimedio alla violazione e per evitare che si ripetano in futuro. Se ritiene che le misure non siano sufficienti, l'AIRR può chiedere al DATEC di prendere misure. 

## Composizione[5]
L'AIRR si compone di nove membri in rappresentanza delle quattro regioni linguistiche della Svizzera, che esercitano la loro funzione a titolo accessorio, e di una segreteria, composta da tre persone, che fornisce supporto tecnico e amministrativo ai lavori della Commissione.
Per il periodo amministrativo 2024-2027 il Consiglio federale ha nominato i seguenti membri: 
- Mascha Santschi Kallay, presidente
- Catherine Müller, vice-presidente
- Yaniv Benhamou
- Philipp Eng
- Delphine Gendre
- Edy Salmina
- Reto Schlatter
- Maja Sieber
- Armon Vital

## Presidenti passati
- Oskar Reck
- Jörg Paul Müller
- Bernard Béguin
- Felix Auer
- Ursula Nordmann
- Denis Barrelet
- Roger Blum
- Vincent Augustin
- Mascha Santschi Kallay